# Volk (ozvezdje)
Volk je južno ozvezdje. Je eno od t. i. Ptolemajevih ozvezdij, ki jih je opisal astronom Ptolemaj v 2. stoletju n. š.

## Značilnosti
Volk meji na šest drugih ozvezdij, čeprav ima z enim od njih, Vodno kačo, skupen le kot. Druga ozvezdja, na katera meji, so Škorpijon, Kotomer, Kompas, Tehtnica in Kentaver. Kratica njegovega imena po Mednarodni astronomski zvezi je Lup. Z površino 334 kvadratnih stopinj, je 46. izmed 88 sodobnih ozvezdij.
Večina svetlejših zvezd v Volku je masivnih članic zvezdne združbe Škorpijon – Kentaver.

## Pomembnejša nebesna telesa

### Zvezde
V Volku je približno 30 zvezd 2. in 3. magnitude ter več kot 70 svetlejših od 6. magnitude.

### Nezvezdna telesa
V severnem delu ozvezdja se nahajata kroglasti kopici NGC 5824 in NGC 5986 in blizu njiju temna meglica B 228. Južno sta dve razsuti kopici NGC 5822 in NGC 5749, pa tudi kroglasta kopica NGC 5927 na vzhodnem robu ozvezdja. Na zahodni meji sta dve spiralni galaksiji in planetarna meglica IC 4406, ki vsebuje nekaj najbolj vročih zvezd, kar jih obstaja. Druga planetarna meglica, NGC 5882, se nahaja proti središču ozvezdja. Supernova SN 1006 je bila vidna od 30. aprila do 1. maja 1006 v ozvezdju Volk.